# Ітурменді
Ітурменді (баск. Iturmendi, ісп. Iturmendi) — муніципалітет в Іспанії, у складі автономної спільноти Наварра. Населення — 401 особа (2009).
Муніципалітет розташований на відстані близько 300 км на північний схід від Мадрида, 39 км на захід від Памплони.

## Демографія
Динаміка населення (INE ):

## Галерея зображень

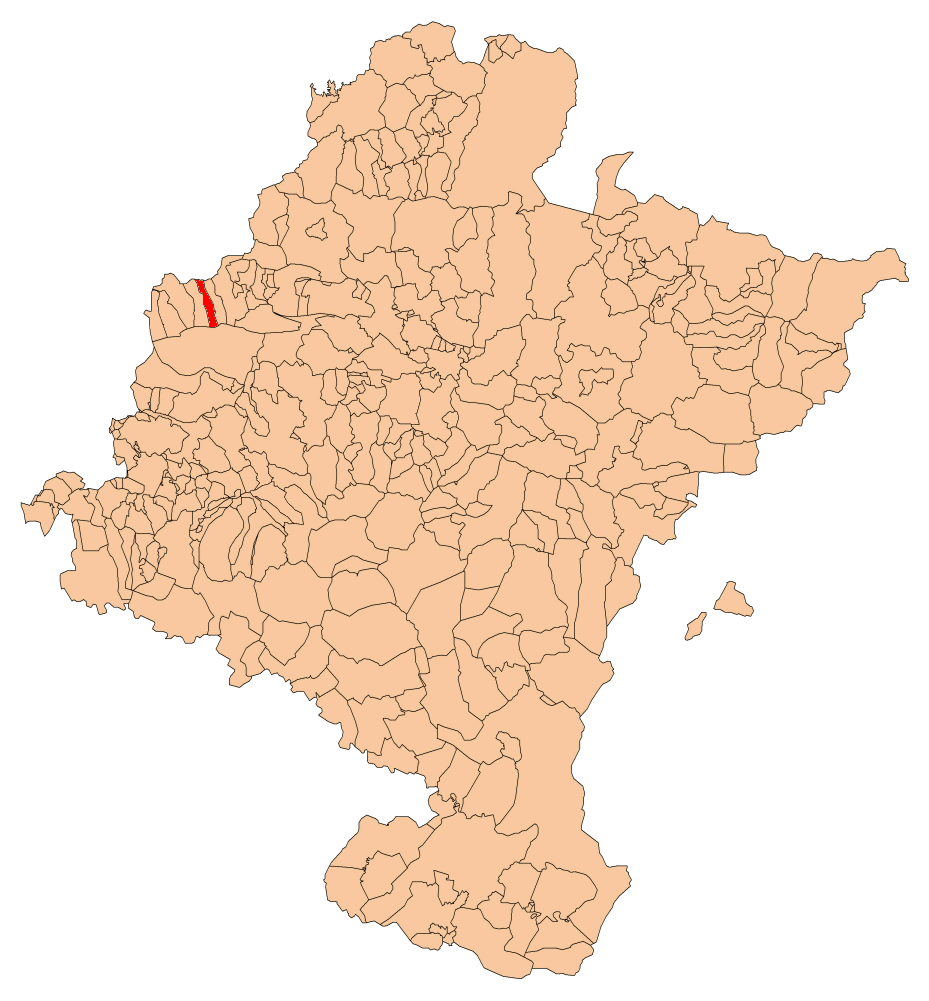
Розташування муніципалітету